# Jackie's Pal
| Recensione | Giudizio |
| ---------- | -------- |
| AllMusic   | [ 1 ]    |

Jackie's Pal è un album a nome di Jackie McLean e del trombettista Bill Hardman (Jackie McLean Quintet Introducing Bill Hardman), pubblicato dalla Prestige Records nel febbraio del 1957.

## Tracce
Lato A
1. Sweet Doll – 6:01 (Jackie McLean)
2. Just for Marty – 6:33 (Bill Hardman)
3. Dee's Dilemma – 6:59 (Mal Waldron)

Durata totale: 19:33
Lato B
1. Sublues – 7:58 (Bill Hardman)
2. Steeplechase – 8:05 (Charlie Parker)
3. It Could Happen to You – 6:02 (Johnny Burke, Jimmy Van Heusen)

Durata totale: 22:05

## Musicisti
- Jackie McLean - sassofono alto (eccetto nel brano: It Could Happen to You)
- Bill Hardman - tromba
- Mal Waldron - pianoforte
- Paul Chambers - contrabbasso
- Philly Joe Jones - batteria

Note aggiuntive
- Bob Weinstock - supervisore e produttore
- Registrato il 31 agosto 1956 al Rudy Van Gelder Studio di Hackensack, New Jersey, Stati Uniti
- Rudy Van Gelder - ingegnere delle registrazioni
- Harry Peck - copertina LP
- Ira Gitler - note di retrocopertina LP